# Бастий (станция метро)
Бастий (фр. Bastille) — пересадочный узел Парижского метрополитена между линиями 1, 5 и 8, расположенный в центральной части Парижа в IV округе. Назван по площади Бастилии, также рядом располагаются опера Бастилии, променада Планте, Июльская колонна.

## Особенности конструкции
Платформы линии 1 являются полуподземными и хотя они частично уходят в тоннель, при этом находятся выше уровня бассейна де л'Арсенал и канала Сен-Мартен. В западном торце платформы уходят в резкую кривую, радиус которой составляет всего 40 метров, в связи с чем данная часть платформ не используется для пассажиров и была отгорожена при монтаже автоматических платформенных ворот в 2000-х годах. Суммарная протяжённость платформ на станции линии 1 составляет 123 метра, делая их самыми длинными среди всех станций данной линии.

## История
- Полуподземная станция линии 1 входит в состав самого первого участка Парижского метрополитена (Порт-де-Венсен — Порт-Майо).
- Зал линии 5 открылся в составе участка Ке-де-ля-Рапе — Жак Бонсержан 17 декабря 1906 года.
- Зал линии 8 открылся 5 мая 1931 года в составе участка Ришельё — Друо — Порт-де-Шарантон.
- В 1989 году платформы линии 1 были дополнительно дооформлены к 200-летию Французской революции.
- Пассажиропоток пересадочного узла по входу в 2011 году, по данным RATP, составил 12 517 181 человек[4]. В 2013 году этот показатель вырос до 13 706 765 пассажиров (11 место по уровню пассажиропотока в Парижском метро)[5].

## Галерея

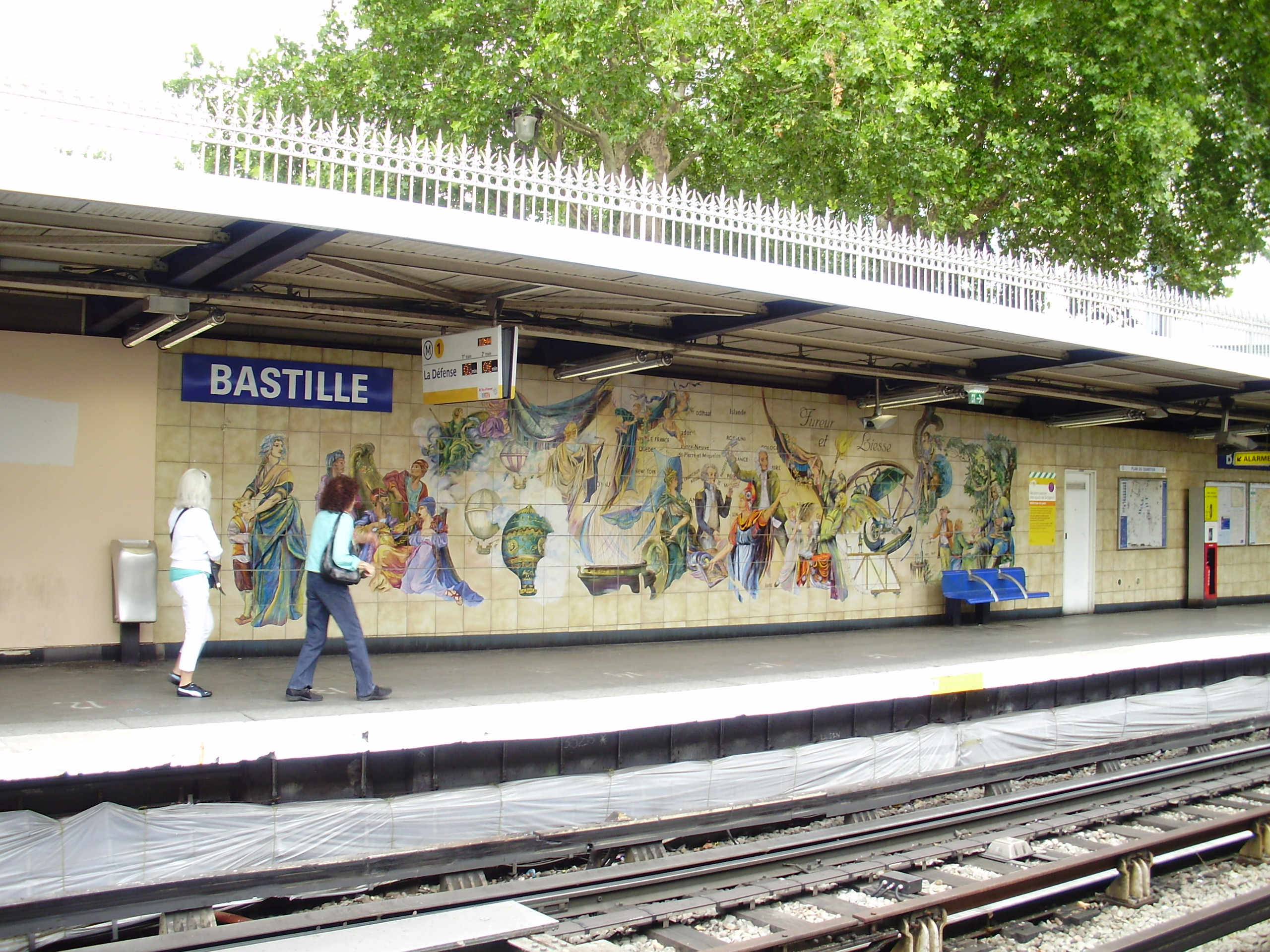
Фреска на линии 1
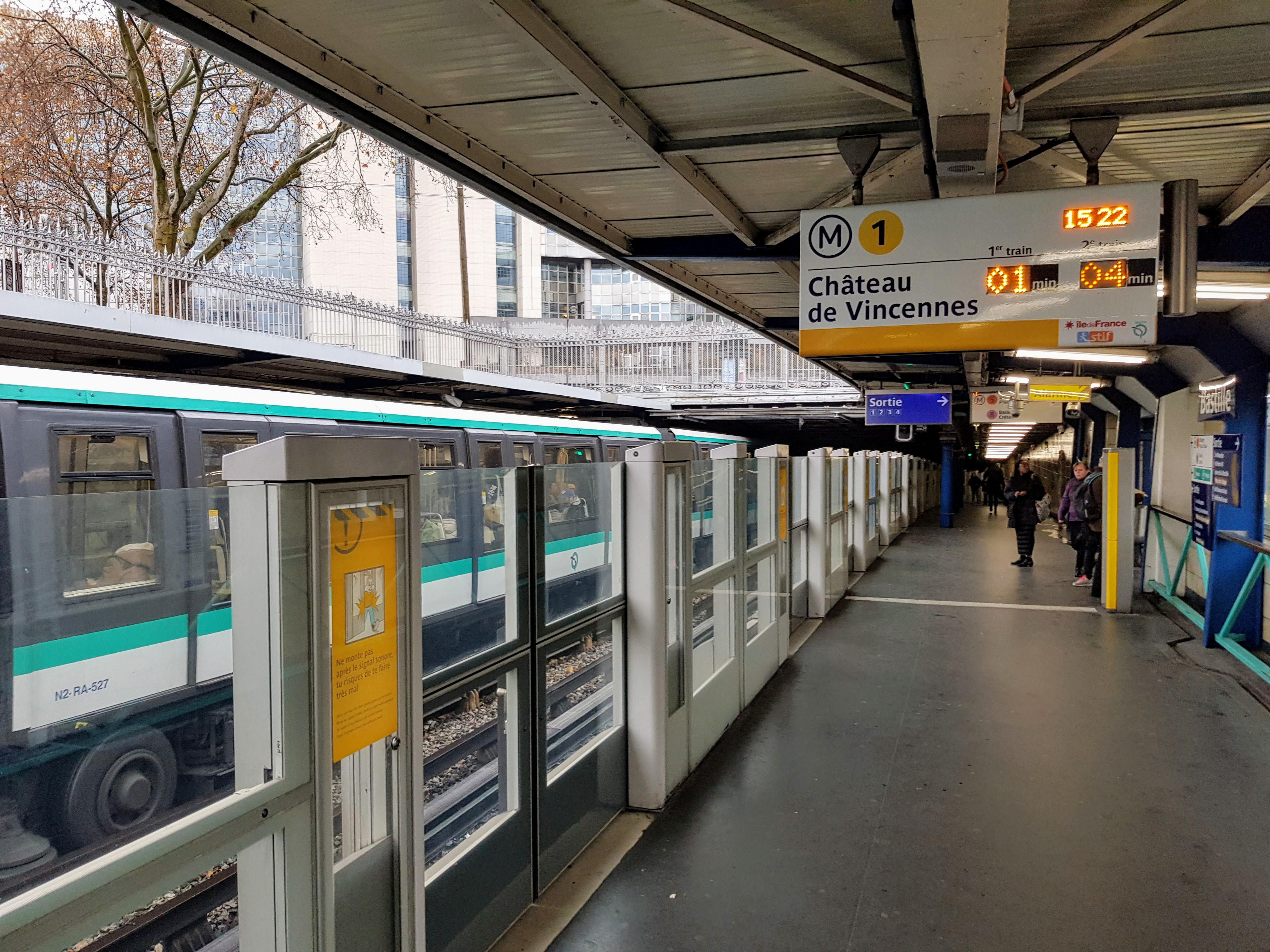
Платформы линии 1 (вид на восток)
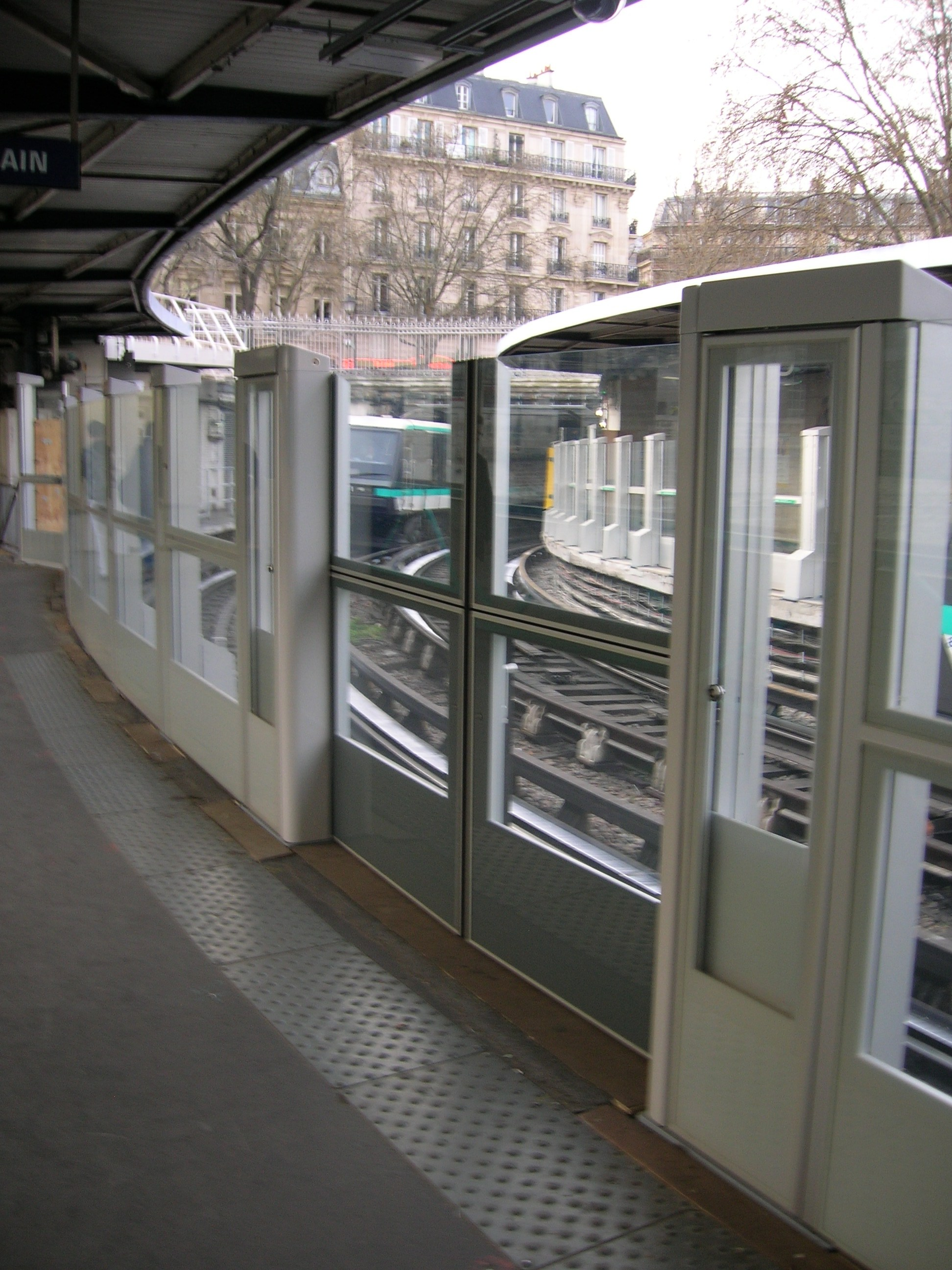
Платформы линии 1 (вид на запад)
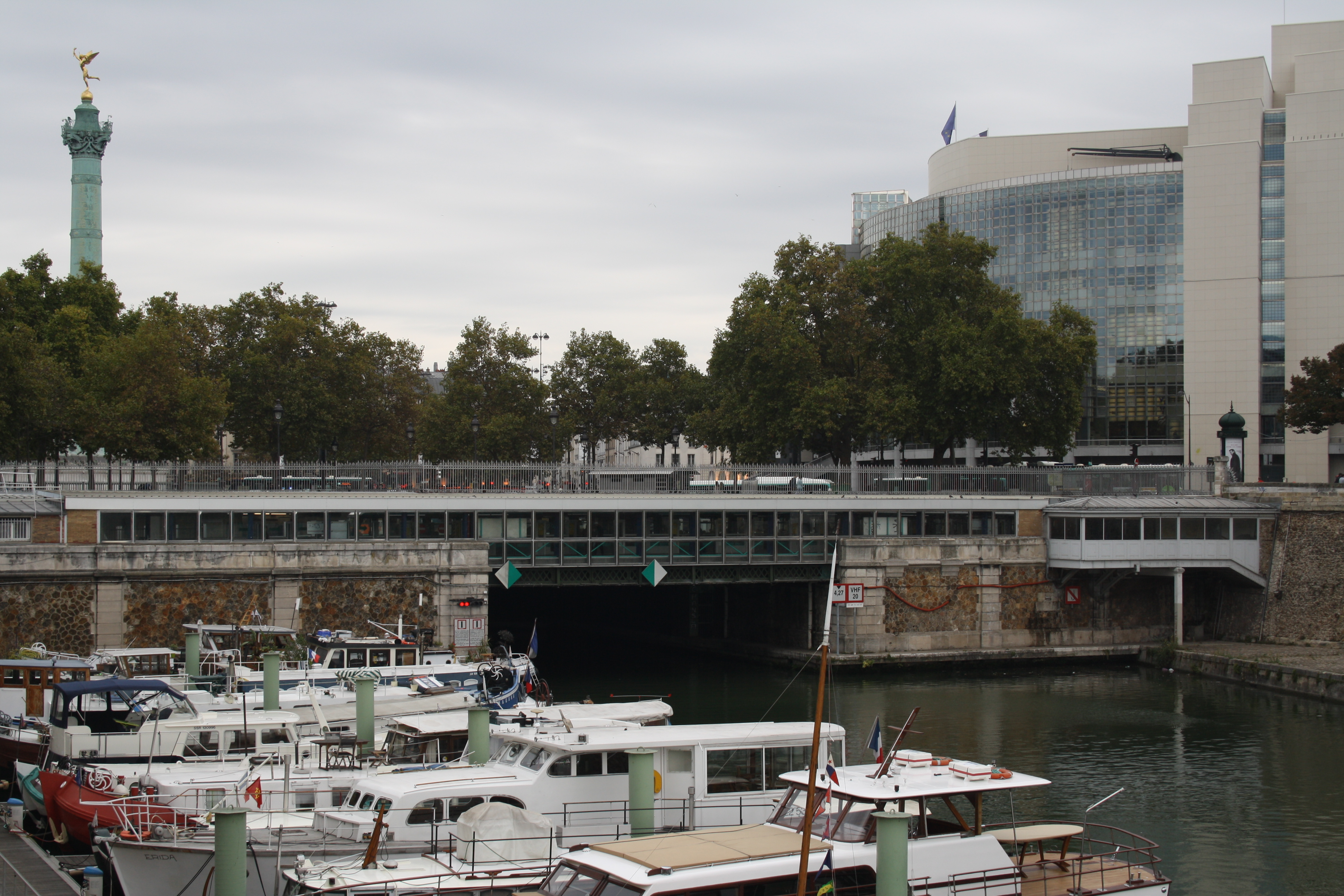
Вид на станцию линии 1 снаружи
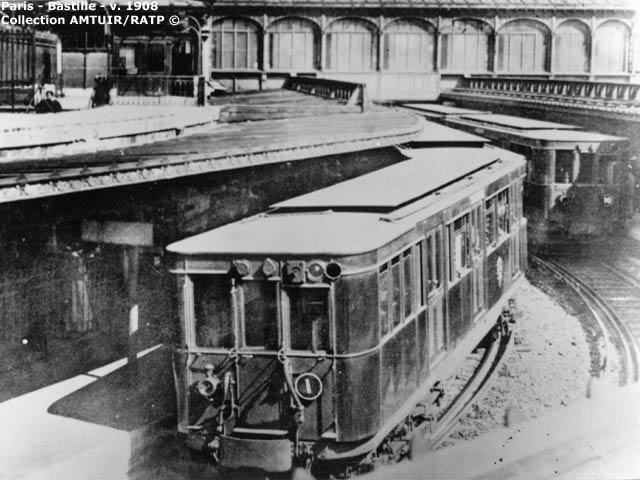
Составы модели Sprague-Thomson (1908, вид с западного торца)
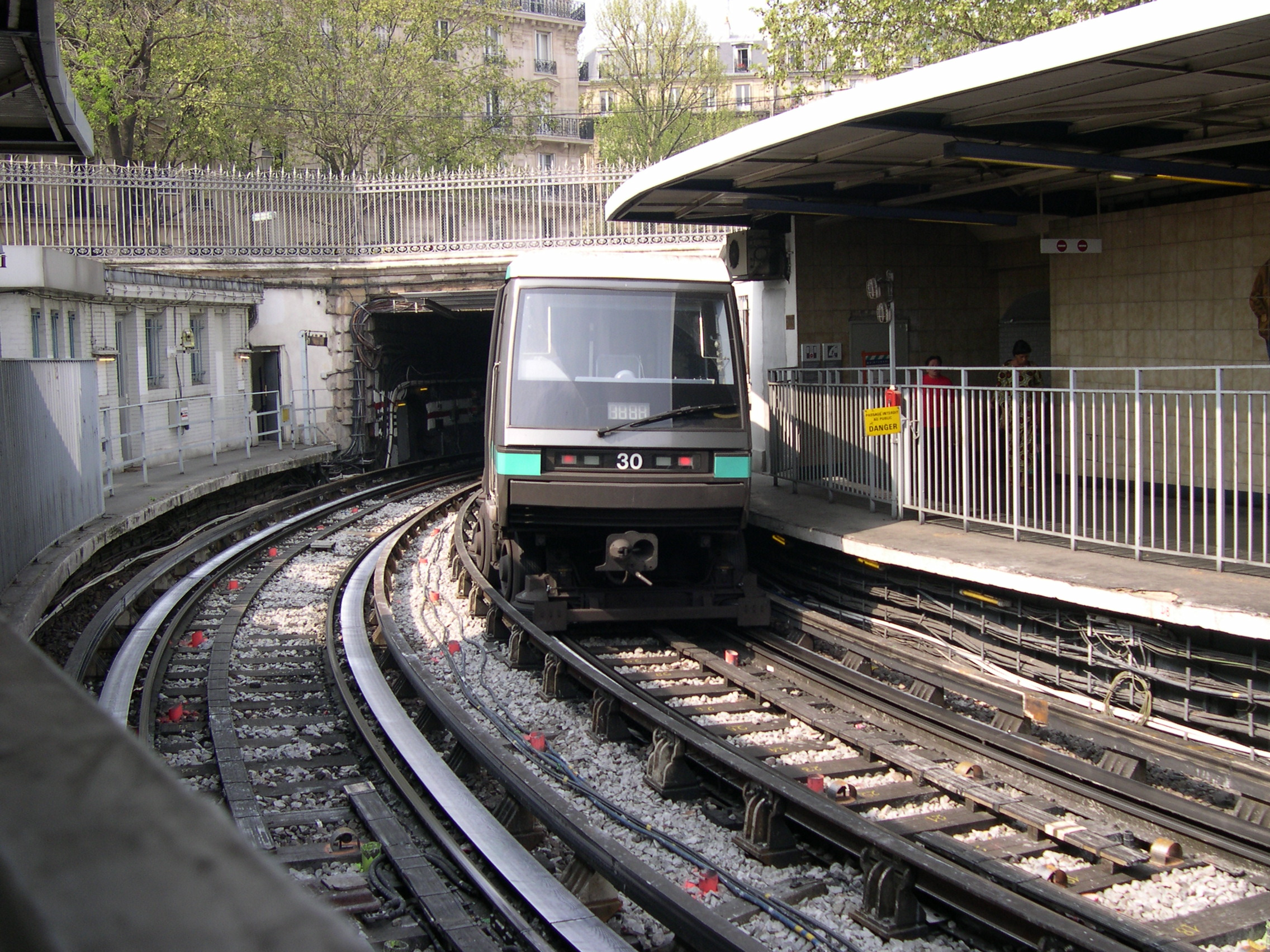
Состав модели MP 89
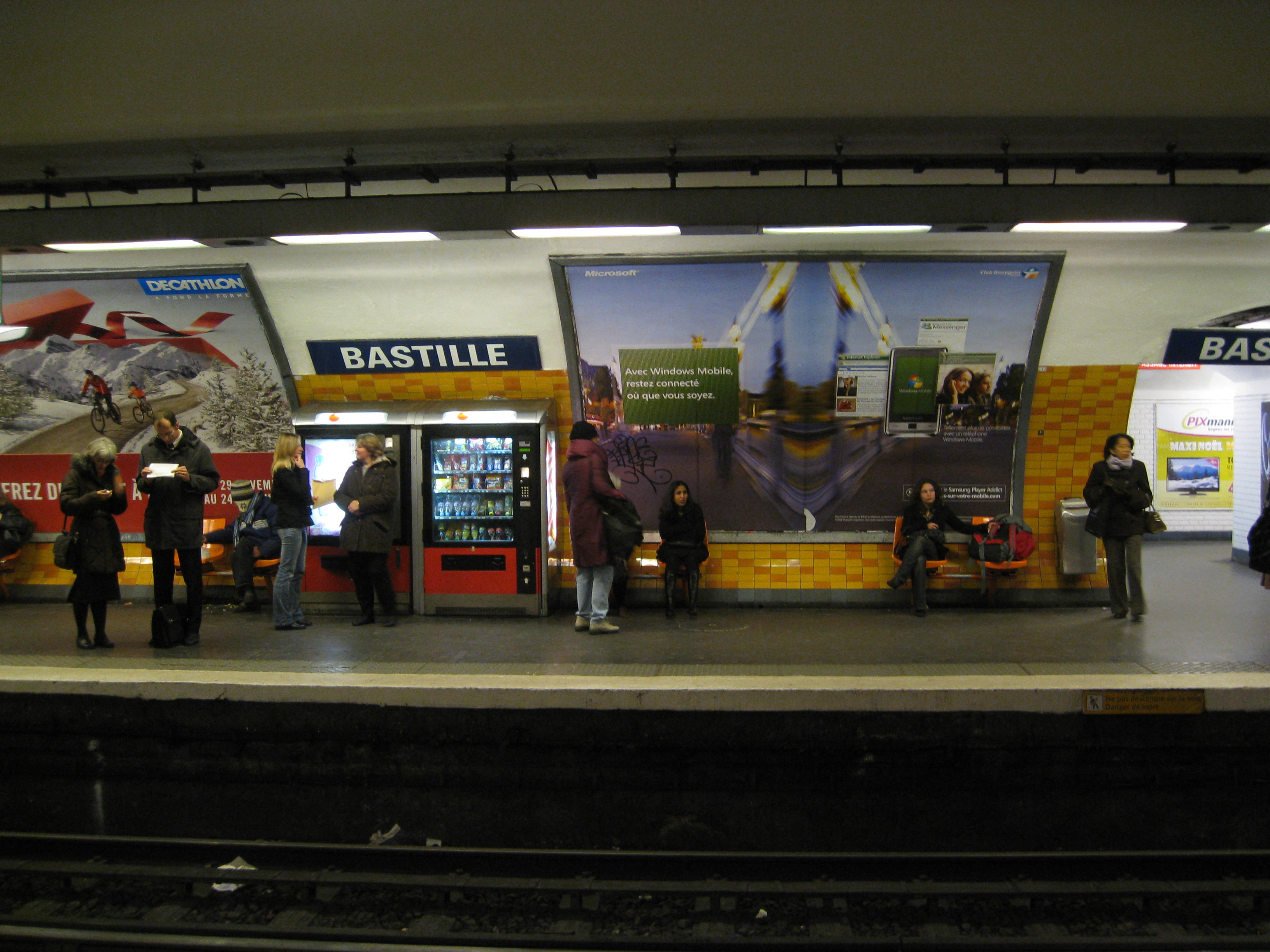
Зал линии 5
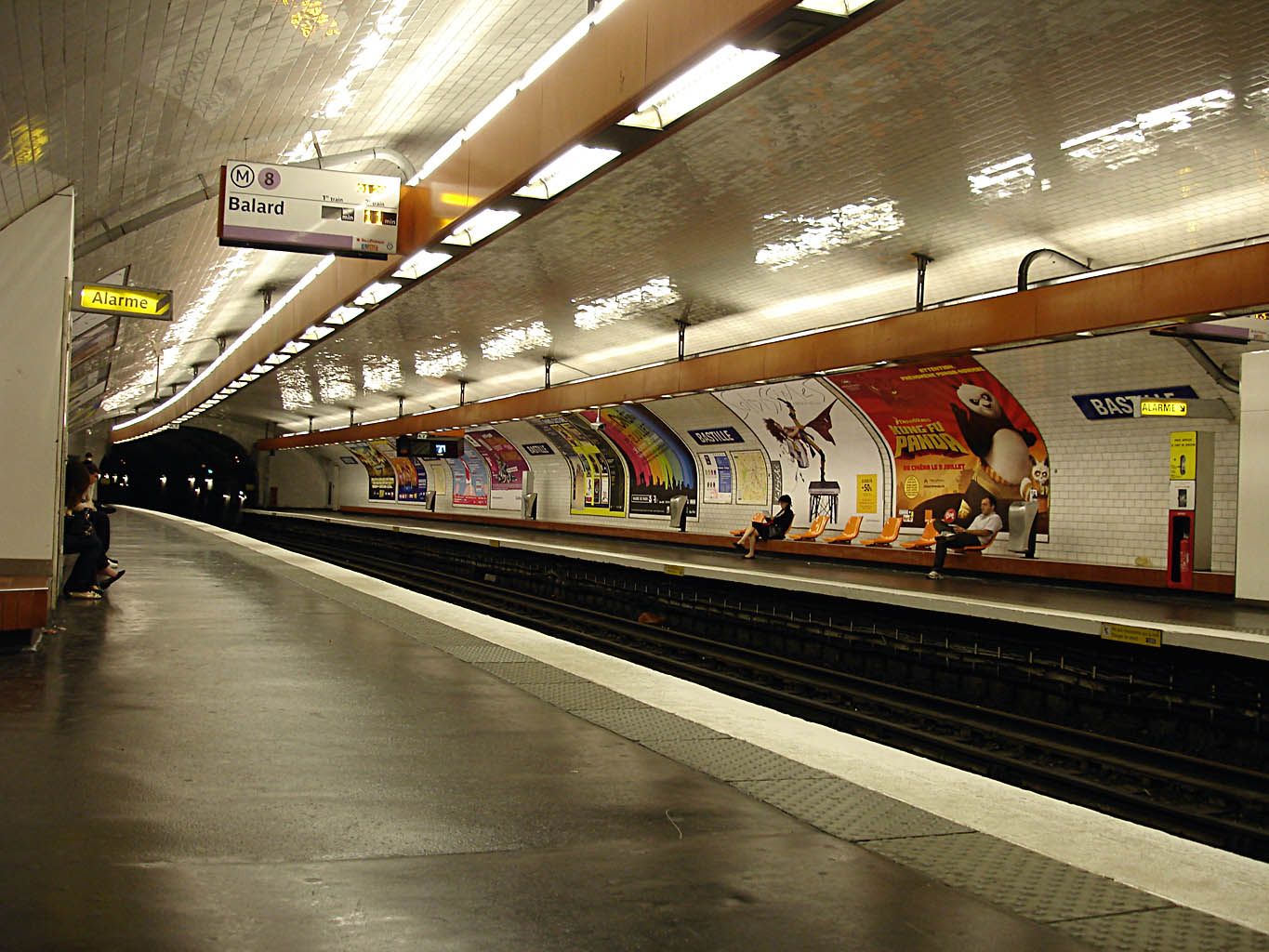
Зал линии 8
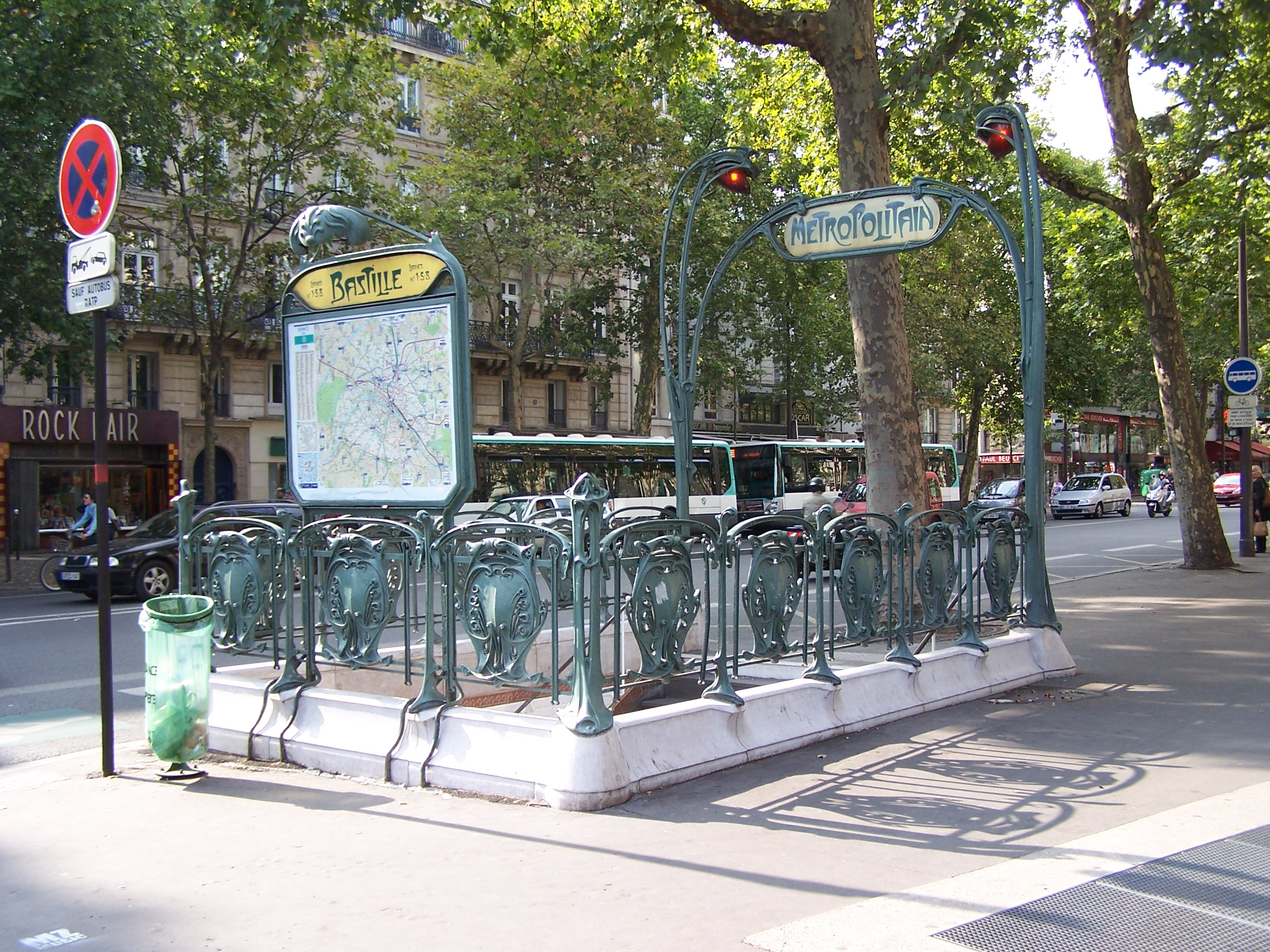
Лестничный сход, выход на бульвар Бомарше